# دندان انسان
دندان ساختارهایی سفیدرنگ در درونِ دهان بر روی آروارهٔ بسیاری از مهره‌داران هستند که برای خوردن، جویدن و تکه‌تکه کردن خوراک به کار می‌رود. انسان دارای دندان شیری در کودکی و دندان دائمی بعد از کودکی در طول زندگی خود است.
همچنین در انسان‌ها، دندان نقشِ بسیار برجسته‌ای در سخن گفتن و تلفظ دارد. یک فرد برای آن‌که دندان‌های سالمی داشته باشد، باید در شبانه‌روز دست‌کم ۲ بار از مسواک و نخ دندان استفاده کند. برخلاف باور عموم، استفادهٔ صحیح از نخ دندان نه‌تنها فاصله‌ای بین دندان‌ها نمی‌اندازد، بلکه باعث از بین رفتنِ پلاک‌هایِ میکروبی بینِ دندان می‌شود که این خود تأثیر به‌سزایی در کاهشِ پوسیدگی‌های بین دندانی دارد.

## ساختمان دندان

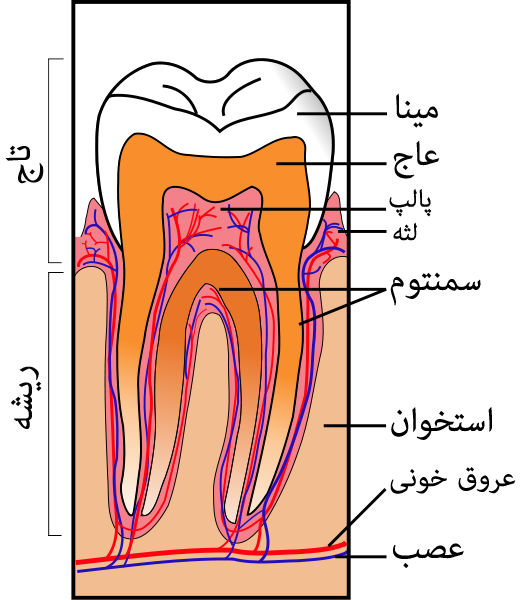
ساختمان دندان انسان‌ها از بخش‌های مختلفی تشکیل شده‌اند که از خارج به داخل عبارت‌اند از: بخش تاج (۱. مینا ۲. عاج ۳. پالپ) ۴. لثه - بخش ریشه (۵. سمتوم)

دندان از بخش‌های گوناگونی ساخته شده‌است. ۱. تاج دندان (بخشی که روی لثه است) ۲. ریشهٔ دندان (بخشی که در زیرِ لثه است). بخش خارجی تاج دندان (crown) از مینا (enamel) پوشیده شده‌است که از لحاظِ میزانِ سختی و معدنی بودن، شباهت بسیاری به استخوان دارد، هرچند که برخلافِ استخوان ترد و شکننده است. مینایِ دندان عمدتاً از جنس هیدروکسی آپاتیت است. رنگ مینا نسبت به بهداشت فردی می‌تواند از زرد روشن تا سفید مایل به خاکستری باشد. در زیر مینا، عاج (Dentin) قرار دارد که استحکام آن کمتر از مینا است و همچنین برخلاف آن بافتی زنده است و در مقابل تحریکاتْ حساسیت از خود نشان می‌دهد. رنگِ عاج زرد روشن است و ساختار توبول‌مانند دارد. عاج از مغز دندان یا همان پالپ نگهداری می‌کند.
Dej که مخفف Dentin enamel junction است محلِّ اتصّالِ مینا و عاج است.
پالپ دندان قسمت زنده‌ای از دندان است که در آن عصب دندان، عروق لنفاوی، عروق خونی و بافت همبند دیده می‌شود و دارای ۲ قسمت است:
۱. پالپ تاجی (کرونال): قسمتی از پالپ که در تاج دندان قرار دارد.
- شاخک پالپی (Pulp horn): قسمتی از پالپ تاجی که زیر کاسپ‌های دندان قرار دارد و برجسته‌تر است.

۲. پالپ ریشه‌ای (رادیکولار): قسمتی که داخل کانال ریشه‌ها قرار دارد.

## چند مورد از اصطلاحات
طوق (cervix) یا سرویکس، به محلِّ اتّصال تاج و ریشه را به یکدیگر می‌گویند که در این ناحیه دندان باریک می‌شود.
CEJ یا Cemento enamel junction: محل اتصال مینا و سمان ریشه را می‌گویند.
Apex اپکس: انتهای ریشه که حالت مخروطی دارد و منفذ ورود اعصاب و عروق در آن قرار دارد.
سمنتوم (Cementom): لایه‌ای که ریشه را می‌پوشاند.
فورکا یا فورکاشن (Furcation): محل انشعاب ریشه‌ها در دندان‌های چند ریشه‌ای.
کاسپ (Cusp): برجستگی‌هایِ هرمی شکلْ رویِ دندان که به عنوان قسمت بُرّندهٔ سطح دندان‌هایِ جونده‌اند (دندان‌های عقبی که شامل آسیاب‌ها هستند).

## دندان نوزاد
نوزاد حتّی قبل از به دنیا آمدن دندان‌های اولیه دارد، اما آن‌ها در زیرِ پوست لثه قرار دارند و قابل دیدن نیستند. در شش یا هفت‌ماهگی، دندان‌های نوزاد شروع به درآمدن می‌کنند. بیشتر بچه‌ها وقتی به سن ۳ سالگی می‌رسند، تمام دندان‌هایشان به‌طور کامل در می‌آید. به این دندان‌ها دندان‌های شیری می‌گویند. با بزرگ شدنِ کودکْ دندان‌هایِ شیریِ او یکی‌یکی از جایِ خود در می‌آیند. این اتفاق بیشتر در سنِ شش یا هفت سالگی می‌افتد. در عصبِ دندان، رگ‌ها و مویرگ‌های خونی هستند که دندان را تغذیه و سالم نگاهِشان می‌دارد.
دندان‌های ناتال و نئوناتال دندان‌هایی هستند که ممکن است نوزاد قبل ۶ ماهگی آن را داشته باشد یا با آن متولد شده باشد. این دندان‌ها در بیشتر اوقات دندان‌های شیری حقیقی انسان هستند که زودتر رویش پیدا کردند و با کشیدن آن‌ها معمولاً دندانی جایگزین آن نمی‌شود. در نوزادان وجود دندان ناتال یا نئوناتال محکم، چنانچه باعث زخم دهان نوزاد یا اذیت مادر به هنگام شیر دادن شوند، بهتر است با مشورت دندانپزشک کشیده شود. چنانچه این دندان‌ها لق باشد، برای جلوگیری از آسپیرشن (خفگی به علت انسداد راه هوایی) بهتر است کشیده شوند.

## انواع دندان
در داخل استخوان‌های هر فک (فک بالا و فک پایین) حفره‌هایی وجود دارد که ریشهٔ دندان‌ها درون آن قرار می‌گیرد.

نام این پنج دندانْ از خطِّ وسط به طرفِ عقب عبارت است از: دندان پیش میانی که به‌طورِ قراردادی با حرفِ A نشان داده می‌شود. دندان پیش طرفی یا B. دندان نیش یا C. دندان‌های آسیای کوچک یا D. دندان‌های آسیای بزرگ یا E. تعداد و نوع دندان‌ها در فکِ بالا و پایین یکسان است. در هر فک نیز تعداد و نوع دندان‌هایِ نیمهٔ راست و چپ مشابه هستند) و ۳۲ دندان دائمی‌اند. 

### دندان شیری
تعداد دندان‌های شیری، ۲۰ عدد (در هر آرواره ۱۰ عدد) بوده که به مرور می‌افتند و ۳۲ عدد دندانِ دائمی جای آن‌ها را می‌گیرند. تکامل این دندان‌ها از دورهٔ جنینی آغاز می‌شود و بعد از تولّد در سنینِ شش ماهگی در می‌آیند. این دندان‌ها نیاز به مراقبت فروانی دارند و مراقبت و رشد صحیح آن‌ها ضامن سلامتی دندان‌های دائمی است.

### دندان دائمی
تعداد دندان‌های دائمی، ۳۲ عدد (در هر آرواره ۱۶ عدد) بوده که رشد آن‌ها از شش ماهگی آغاز می‌شود و تا بیست سالگی ادامه می‌یابد که دندان‌های عقل در می‌آیند. به‌طور کلی در افراد بالغ در هر نیمهٔ فک دو دندان پیشین، یک دندان نیش با نوک تیز، دو دندان آسیای کوچک و سه دندان آسیای بزرگ وجود دارد.

#### دندان پیش
دندان‌هایی که در وسط و قسمت جلویی دهان هستند و به راحتی قابل دیدن‌اَند، دندان‌های پیشین نام دارند. ۴ دندان پیشین در بالا و ۴ دندانْ در پایین قرار دارند. این دندان‌ها دارای لبهٔ تیزی بوده و سطح مقطع در این دندان‌ها عرض زیادی دارد و باریک است. با کمک این دندان‌ها می‌توان غذا را پاره کرد.

#### دندان نیش
چهار دندانِ نیش در مجموعْ در دهان هستند که ۲ تایِ آن‌ها در بالا و دو تایِ دیگر در پایین قرار دارند. این دندان‌هایِ نوک‌تیز برای تکه‌تکه کردن غذا و سوراخ‌کردن استفاده می‌شود.

#### دندان آسیای کوچک
به هشت دندان کوچکی که دوبه‌دو کنارِ دندان‌هایِ نیش قرار می‌گیرند، دندان‌هایِ آسیایِ کوچک یا پِرمولر (Premolar) گفته می‌شود. به کمک برآمدگی‌هایی که بر روی آنها وجود دارد برای خرد کردن و بریدن مواد غذایی استفاده می‌شوند.

#### دندان آسیای بزرگ
به دوازده دندان که در چهار بخش انتهاییِ طرفینِ فک‌های بالا و پایین قرار می‌گیرند، دندان‌های آسیای بزرگ یا مولر (Molar) گفته می‌شود. آن‌ها را دندان‌های آسیای اول، دوم، سوم (دندان عقل) نیز می‌نامند. این دندان‌ها برای له کردن، جویدن و ساییدن مواد غذایی استفاده می‌شوند.

#### دندان عقل
آخرین دندان آسیای بزرگ دندان عقل یا آسیای سوم نامیده می‌شود. وقتی فرد به سن ۱۸ سالگی می‌رسد، ۴ دندان آسیایِ بزرگِ (آسیای بزرگ سوم) وی در انتهای دهان شروع به رشد می‌کنند که با نامِ دندانِ عقل شناخته می‌شود. این دندان‌ها در جویدن غذا نیز تأثیر به‌سزایی ندارند، اما بعضی افراد معتقدند که این دندان‌ها در انسان‌های اولیه برای جویدن و خُرد کردن غذا به‌کار می‌رفته‌است.

## پوسیدگی دندان

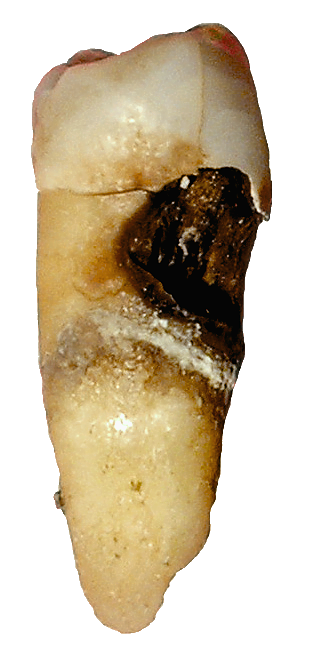
پوسیدگی دندان

برای ایجاد پوسیدگی دندان چند عامل باید وجود داشته باشند و این عوامل به هم کمک کنند تا دندانی پوسیده شود.

### باکتری ایجادکنندهٔ پوسیدگی دندان
چندین نوع باکتری در دهان وجود دارند که در تولید پوسیدگی دندان‌ها نقش دارند. عمده‌ترین این باکتری‌ها که اکثراً باعث ایجاد پوسیدگی در دندان‌ها می‌گردد استرپتوکوک میوتانس است. دهان انسان خانهٔ اصلی این باکتری است. این باکتری در دهان همهٔ انسان‌ها وجود دارد اما مقدار آن از یک دهان تا دهان دیگر متفاوت است. هرچه مقدار این باکتری در دهانی بیشتر باشد آن دهان نسبت به پوسیدگی‌های دندان مستعد تر است.
این باکتری دارای خاصیتی است که کمتر در موجود زندهٔ دیگری یافت می‌شود و آن توانایی موتاسیون یا جهش ژنتیکی سریع این باکتری است. این باکتری دائماً در حال تغییر کدهای ژنتیکی خود است. همین خاصیت باکتری استرپتوکوک میوتانس مانع از تولید واکسن علیه آن شده‌است؛ بنابراین پوسیدگی‌های دندان را با واکسن یا دارو نمی‌توان درمان یا پیشگیری کرد.
از خواص دیگر این باکتری بی‌هوازی بودن آن است. بیشتر جانداران برای بقا اکسیژن مصرف نموده و کربن دی‌اکسید پس می‌دهند. استرپتوکوک میوتانس بر عکس عمل می‌کند یعنی اینکه کربن دی‌اکسید مصرف کرده و تولید گاز هیدروژن سولفید می‌کند. این گاز عامل بوی بد دهان است؛ بنابراین در شب‌هنگام که دهان بسته‌است و میزان کربن دی‌اکسید دهان بالا می‌رود بهترین زمان برای فعالیت و تکثیر این باکتری است.

### فراورده‌های قندی
هر جانداری برای حیاتش نیاز به مواد غذایی دارد. استرپتوکوک میوتانس نیز از این قاعده مستثنی نیست. این باکتری مواد قندی موجود در مواد غذایی که مصرف می‌کنیم و بر روی دندان‌های تمیز نشده باقی مانده‌است را مصرف می‌کند. این مواد قندی بعد از بیست دقیقه از خوردن غذا با کمک بزاق ماده چسبناکی را ایجاد می‌کند که به سطح دندان‌ها با قدرت زیادی می‌چسبد. به این لایه پلاک میکروبی گفته می‌شود. علت نام‌گذاری آن این است که در این پلاک علاوه بر مواد قندی باکتری ایجادکنندهٔ پوسیدگی دندان نیز وجود دارد.
هدف اصلی از مسواک زدن برداشتن این لایهٔ چسبناک از روی سطوح دندانی است. پلاک میکروبی به قدری سخت به سطح دندان چسبیده‌است که تنها با مسواک از روی آن کنده و پاک می‌شود. دهان‌شویه‌ها نقش مستقیمی در کاهش پلاک میکروبی نداشته و تنها تعداد باکتری‌ها در دهان را کاهش می‌دهند.

### زمان
داخل پلاک میکروبی، قند مواد غذایی و باکتری وجود دارد اما این کافی نیست. این باکتری‌ها بایستی زمان کافی برای تجزیه و مصرف قند داخل پلاک میکروبی را داشته باشند. باکتری استرپتوکوک میوتانس با تجزیهٔ قند، تولید اسید می‌کند. این اسید باعث حل کردن مواد معدنی ساختار دندانی شده و پوسیدگی دندان ایجاد می‌شود.
هرچه این زمان کاهش یابد و سریعاً بعد از خوردن غذا و مواد قندی دندان‌ها مسواک زده شوند، اجازهٔ تأثیر اسید تولید شده به روی دندان‌ها داده نمی‌شود و جلوی روند پوسیدگی دندان گرفته می‌شود. باکتری استرپتوکوک میوتانس تنها ۴ دقیقه بعد از تماس با مواد قندی تولید اسید می‌کند.

## درد دندان

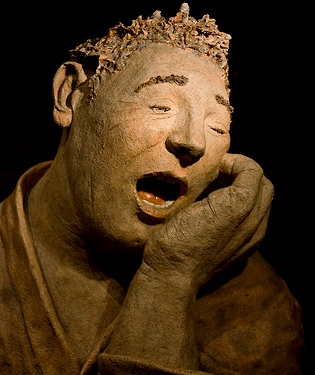
مجسمه‌ای که مردی در حال تحمل درد دندان است.

درد دندان یکی از مشکلاتی است که معمولاً به دلیل کوتاهی و غفلت در بهداشتِ دهان و دندان ایجاد می‌شود. وجود درد در یک یا چند دندان، معمولاً علامت وجود مشکل، در دندان‌ها یا لثه‌ها است؛ البته باید به این نکته توجه داشته باشید که درد دندان، گاهی بسیار خفیف و کم است و گاهی بسیار شدید بوده که برای نوجوانان تحمل‌پذیر نیست. یکی از راه‌هایِ بسیار مؤثر در تسکینِ دندان درد استفاده از گل میخک است. راه دیگر آمپول دگزامتازون است.
دندان‌درد معمولاً زمانی ایجاد می‌شود که لایه داخلی دندان (پالپ دندان) دچار التهاب شود. ناحیهٔ پالپ در برگیرندهٔ اعصاب حساس و رگ‌های خونی است. التهاب ناحیهٔ پالپ دندان می‌تواند در نتیجهٔ شرایط زیر اتفاق افتد:
- پوسیدگی دندان: پوسیدگی دندان کودکان و بزرگسالان که باعث ایجاد سوراخ (کرم‌خوردگی) در پوستهٔ سخت دندان می‌شود.
- ترک‌خوردگی دندان: این ترک‌خوردگی در اغلب مواقع کم است و امکان مشاهدهٔ آن با چشم غیرمسلح وجود ندارد.
- شل شدن یا شکستن پُرکردگی دندان: بعد از پر کردن دندان ممکن است این اتفاق بیفتد.
- تحلیل لثه (عقب رفتن لثه‌ها): که در این حالت لثهها عقب کشیده و جمع می‌شوند و به این ترتیب بافت نرم و بخش‌های حساس‌تر دندان همچون ریشه در محیط خارج از لثه قرار می‌گیرند.
- آبسهٔ پری‌آپیکال: یک کیسهٔ تشکیل شده از چرک است که در انتهای دندان در نتیجهٔ عفونت باکتریایی تشکیل می‌شود.

علاوه بر این در این رابطه برخی شرایط دیگر نیز وجود دارند که می‌توانند باعث ایجاد دردی مشابه درد دندان شوند و این موضوع در شرایطی مشاهده می‌شود که حتی ناحیهٔ پالپ دندان نیز آسیب ندیده‌است.

### برخی از این عوامل به شرح زیر هستند
- آبسهٔ پریودنتال: یک کیسهٔ تشکیل شده از چرک در لثه‌ها است که در نتیجهٔ عفونت باکتریایی ایجاد می‌شود.
- آفت دهان یا زخم‌های ایجادشده بر روی لثه‌ها. یک علت آفت دهان می‌تواند زمینهٔ ارثی باشد.
- زخم شدن یا ورم کردن لثه‌های اطراف دندانی که در حال رشد است. برای مثال این حالت در شرایطی مشاهده می‌شود که دندان‌های عقل رشد خود را آغاز می‌کنند، و می‌توانند باعث دندان‌درد شوند.
- سینوزیت: که گاهی باعث ایجاد دندان‌درد در ناحیهٔ فک بالا می‌شود.
- آسیب‌دیدگی مفصل متصل کنندهٔ فک به جمجمه (مفصل گیجگاهی)[۲۶]
- رشد دندان‌های کودک: کودکان نیز ممکن است با ناراحتی و درد هنگام شروع رشد دندان‌های خود مواجه شوند. در اصطلاح به این شرایط «دندان درآوردن» گفته می‌شود.
- بارداری: مادران باردار ممکن است با مقداری تغییر در شرایط سلامتی دهان خود در طول دوره حاملگی مواجه شوند. تغییرات اولیه در این حالت به خاطر تغییرات هورمونی و به‌طور خاص افزایش هورمون استروژن و پروژسترون است که می‌تواند باعث نشان دادن واکنش غیرعادی بافت لثه به پلاک شود و باعث دندان درد در بارداری شود. موارد استثنائی نیز وجود دارد که نوزاد حین تولد دندان داشته و دندان‌هایش از زیر لثه سر بیرون آورده‌اند.

## گفتار
دندان‌ها نقش بسیار مؤثر در کیفیت گفتار و اعتماد به نفس افراد دارند. برای صحبت کردن یک سری تماس‌ها شامل لب و دندان، لب و لب، زبان با کام و زبان با دندان‌ها ضرورت دارد تا ادای حروف مختلف با این تماس‌ها برقرار شود. برای این‌که تلفظ هر یک از حروف در داخل دهان مفهوم پیدا کند یکی از این تماس‌ها باید برقرار شود. همچنین ارتودنسی تأثیراتی بر روی گفتار دارد.

## بیماری‌ها

### دیاستم
فضای خالی بین دو یا چند دندان معمولاً در دندان‌های پیش است.

### ناهنجاری دندانی
یا مال‌اکلوژن (به انگلیسی: Malocclusion) به مواردی گفته می‌شود که در آن دندان‌ها از دیدگاه زیبایی، سلامتی و کارایی در وضعیت مطلوب نیستند. این اشکال به دلیل رابطهٔ غلط دندان‌های یک قوس با یکدیگر یا با قوس مقابل ایجاد می‌شود.

### هایپردونتیا
هایپردونتیا (Hyperdontia)؛ اختلال رویش اضافی یک یا چند دندان دیگر روی قوس دندانی است.